# Cher
Cher (născută Cheryl Sarkisian; n. 20 mai 1946, El Centro⁠(d), California, SUA) este o cântăreață, actriță, compozitoare, autoare, producătoare de filme și designer de modă americană de origine armeană. Printre realizările sale în muzică, film și televiziune se numără un premiu Oscar, un premiu Grammy, un premiu Emmy și trei Globuri de Aur, printre altele. Este considerată de mulți ca fiind „Zeița muzicii Pop” și „Regina stilului Camp”. Cher este cunoscută datorită vocii sale distinctive de tip contralto dar și datorită capacității sale de a se reinventa, adoptând stiluri vestimentare diferite de-a lungul carierei sale de peste cinci decenii.
După ce a devenit cunoscută în 1965 ca membră a duo-ului pop/rock Sonny & Cher, a reușit să devină o artistă solo de succes, o stea de televiziune în anii '70 și o vedetă de cinema în anii '80. Datorită faimei aduse de numărul mare de telespectatori al emisiunii The Sonny and Cher Comedy Hour, Cher lansează melodii ce ajung pe locul întâi în clasamentul Billboard Hot 100, precum "Half-Breed", "Dark Lady" și "Gypsies, Tramps & Thieves". După divorțul de Sonny Bono în 1975, Cher se relansează în muzică cu albumul disco "Take Me Home" apărut în 1979. În anul 1982 își face debutul pe Broadway în piesa "Come Back to the Five and Dime, Jimmy Dean, Jimmy Dean" și apoi joacă în adaptarea acesteia pe marele ecran. Urmează să joace în filme precum "Silkwood"(1983) și "Mask"(1985). În 1987 joacă în filmul Moonstruck, prestație care îi aduce Premiul Oscar pentru cea mai bună actriță. Cu albumele influențate de muzică rock "Cher"(1987) și "Heart of Stone"(1989) își revitalizează cariera muzicală.
Hitul ei „Believe” (1998), este single-ul al treilea ca vânzări în toată lumea al unei cântărețe, al optulea ca vânzări al anilor '90, cel mai bine vândut single al casei de discuri Warner Bros. Records și cea mai bine vândută melodie dance, peste 10 milioane de copii ale acesteia fiind vândute în toată lumea. Cher a intrat în Cartea Recordurilor când „Believe” a ajuns pe primul loc în Billboard Hot 100, devenind cea mai în vârstă cântăreață care reușește acest lucru. Cu o carieră de peste 40 de ani, Cher a devenit unul din cei mai cunoscuți idoli de pop și unul dintre artiștii cu cele mai mari vânzări ale tuturor timpurilor, vânzând aproape 275 de milioane de copii în toată lumea (inclusiv înregistrările cu Sonny Bono). Ca artist solo, în Statele Unite a vândut 30 de milioane de albume și 20 de milioane de single-uri. La 6 mai s-a reîntors pe scena muzicală după o pauză de șase ani cu spectacolul din Las Vegas, Cher ar the Colosseum.

## Copilăria
Cher s-a născut în El Centro, California pe 20 mai 1946. Tatăl ei, John Sarkisian, era un refugiat armean care lucra ca șofer de camion. Mama ei, Georgia Holt, născută sub numele Jackie Jean Crouch în Sharp County, Arkansas pe 20 iunie 1927, era o actriță aspirantă și ocazional model, având o descendență amerindiană cherokee, engleză și germană. Părinții lui Cher divorțaseră când aceasta era foarte mică, fiind crescută în mare de mama sa, care se căsătorise cu Gilbert LaPiere, un bancher care o adoptase pe Cher. Datorită problemelor financiare, mama lui Cher a dat-o în grija unor alți oameni când aceasta era încă copil. Mai târziu, când Cher a început să ia lecții de actorie, mama sa i-a oferit banii necesari. Pasionată de film, idolul lui Cher era Audrey Hepburn. Din cauza diagnosticării cu dislexie la vârsta de 16 ani, aceasta a fost nevoită să abandoneze studiile liceale. În acei ani, Cher a avut o relație scurtă cu Warren Beatty, care devenise recent cunoscut pentru rolul din Splendoare în iarbă.

## Cariera

### 1962 - 1964: Începutul carierei
La începutul anilor '60, Cher l-a întâlnit pe Sonny Bono, fiul unor imigranți sicilieni ce lucra ca distribuitor la o băcănie. Încercând să descopere succesul muzical, trimitea adesea cântecele compuse de el diferitelor case de discuri de pe Sunset Boulevard. Șansa i s-a oferit odată cu postul de asistent pentru celebrul producătorul muzical Phil Spector.  În timpul petrecut cu Spector, Bono și-a perfecționat modul de a compune și a aranja versuri pe note. În 1964 a compus "Needles and Pins⁠(d)" (adesea considerat unul dintre cele mai bune piese ale sale) pentru The Searchers. În aceeași perioadă a întâlnit-o pe Cherilyn Sarkisian, atunci în vârstă de 16 ani. După ce a reușit să-i găsească un serviciu, angajând-o ca și cântăreață de back-up pentru The Ronettes⁠(d), Bono a convins-o pe timida Cher să se lanseze solo. În 1964 Cher și-a lansat primul single, „Ringo, I Love You”, o piesă de dragoste dedicată lui Ringo Starr (membru Beatles), sub pseudonimul Bonnie Jo Mason însă din cauza vocii ei joase, mulți oameni au crezut că piesa este cântată de un bărbat, lucru neacceptat atunci. Din această cauză, piesa nu s-a clasat în niciun top, iar radiourile au refuzat să o difuzeze. În urma eșecului, Bono a convins-o că cei doi ar trebui să formeze o pereche, pe lângă cariera ei solo.  Inițial s-au lansat sub pseudonimele Caesar and Cleo, dar primul lor single, „The Letter”, a fost un eșec. Următoarele piese promovate, „Do You Wanna Dance” și „Love Is Strange” au avut aceeași soartă. Din cauza insuccesului proiectului, și-au schimbat imaginea într-una hippie și numele de scenă în Sonny & Cher.

### 1965 - 1970: Cariera muzicală alături de Sonny Bono

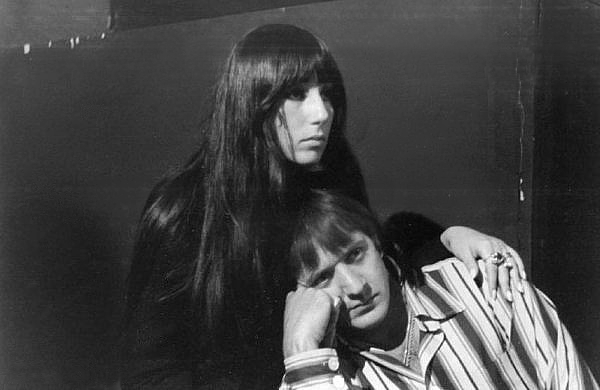
Cher și Sonny Bono, 1966

Inspirat de viața lui Cher, Bono a compus „Baby Don't Go”. Cântecul a reprezentat primul lor succes, atingând locul 8 în Statele Unite și 11 în Regatul Unit, cu toate că albumul nu a făcut mare vâlvă.
În vara anului 1965 Cher și-a lansat primul disc single sub acest nume, o preluare după Bob Dylan. Piesa a devenit un succes de top 20 în Billboard Hot 100 și top 10 în UK Singles Chart. Cher și-a continuat cariera solo în paralel cu cea de membră a grupului Sonny & Cher. 
În 1965 Bono a compus cel mai mare hit al lor, „I Got You Babe⁠(d)”. După ce a semnat un contract cu Atco⁠(d) și Atlantic Records, a început să înregistreze piesa cu echipament profesionist. 
Cu toate că Atco Records a considerat că „I Got You Babe” ar fi mai bună ca fața B a piesei „It's Gonna Rain”, Bono era decis că alegerea lui era cea mai bună, astfel că a dus separat negocieri cu unele posturi de radio și DJ-ei pentru a promova „I Got You Babe”. Considerând că imaginea lor era prea radicală pentru americani, la sugestia formației britanice The Rolling Stones, Sonny & Cher au plecat în luna iulie într-un turneu în Marea Britanie. Aici, cei doi au fost dați afară din hotelul Hilton datorită îmbrăcămintei lor, fiind considerat de mulți un truc pentru a atrage atenția. În următoarele zile, presa a fost pe urmele lor mereu, apărând chiar și pe coperta revistei The Daily Telegraph. La întoarcerea în Statele Unite, Sonny & Cher erau considerați ca făcând parte din „invazia britanică”. Datorită succesului piesei „I Got You Babe” la câteva posturi de radio din Los Angeles, directorul casei de discuri Atlantic Records s-a hotărât să o promoveze, anulând planurile pentru „It's Gonna Rain”.
Pe 31 iulie, „I Got You Babe” a intrat în primele 40 de poziții ale clasamentului Billboard, iar la numai trei săptămâni de la lansare, piesa a ajuns pe primul loc. La scurt timp, a preluat locul 1 și în UK Singles Chart. Piesa s-a dovedit a fi un succes de crossover, atingând locul 19 în clasamentele R&B din SUA. Succesul cântecului a dus la vânzarea discului single în peste trei milioane de exemplare. În următoarea săptămână, cei doi au fost invitați la cele mai importante emisiuni din acea perioadă, printre care Ready Steady Go⁠(d) (de două ori), Disc a Go Go și Gadzooks⁠(d).

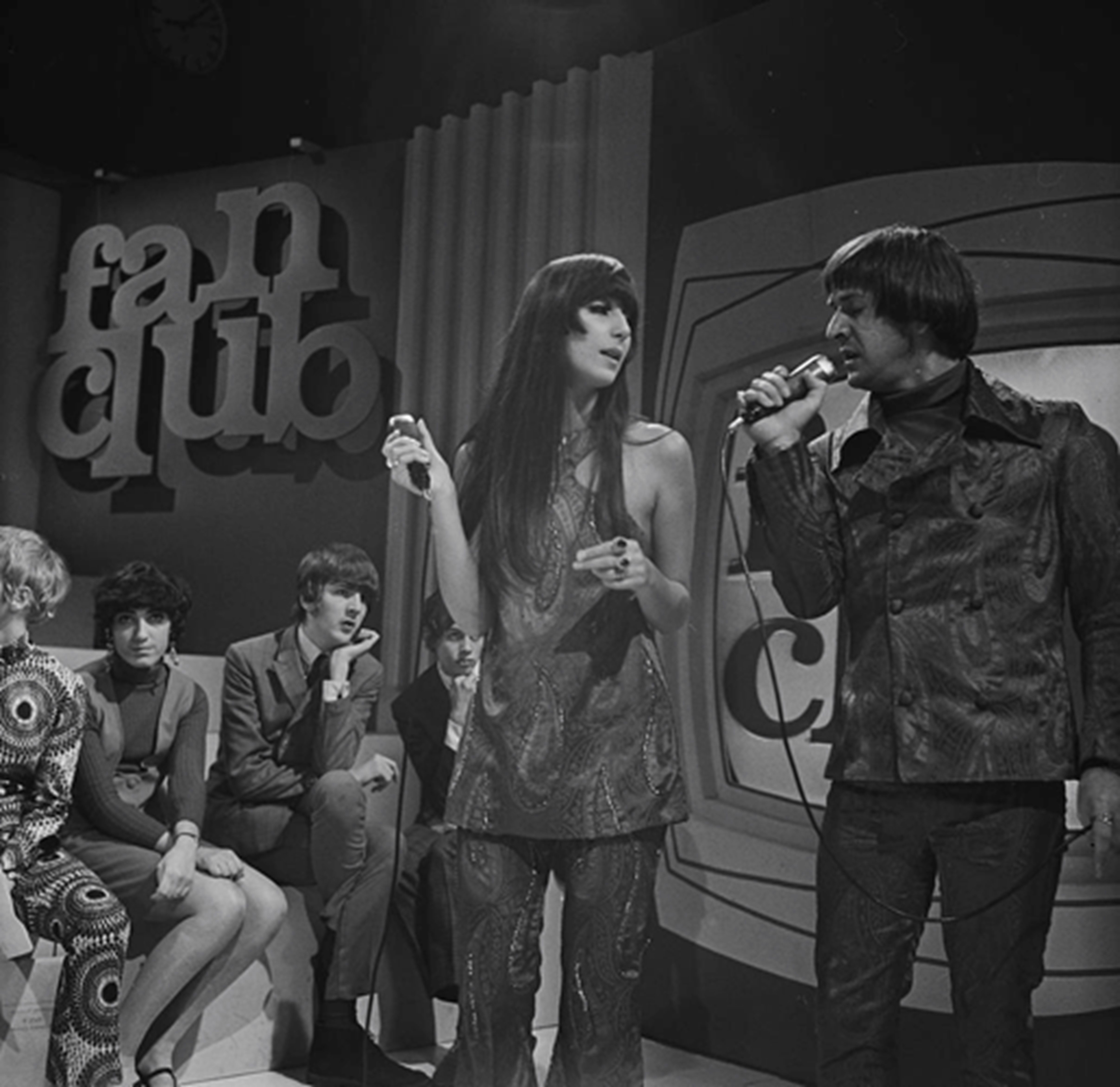
Sonny & Cher la Dutch TV, 1967

Primul album de studio, "Look at Us", care conținea hitul „I Got You Babe” a fost lansat în același an, fiind puternic inspirat de muzica lui Bob Dylan. A staționat pe locul 2 în Billboard 200 timp de opt săptămâni, devenind unul din cele mai de succes albume ale anului 1965 și cel mai de succes album al lor, având vânzări de 2 milioane de exemplare în toată lumea  și un disc de aur din partea RIAA.
Imaginea hippie a grupului, în special a lui Cher a devenit apreciată de adolescenți. Aceasta a introdus în modă pantalonii evazați, iar o întreagă generație de fete și-au îndreptat părul cu fierul de frezat părul pentru a obține un look asemănător cu părul ei lung și negru.
Tot în 1965, Cher s-a lansat solo, în paralel cu munca alături de Bono ca parte a grupului muzical. Albumul de debut solo, intitulat All I Really Want to Do, a fost primit cu recenzii bune și s-a bucurat de succes comercial, atingând locul 7 în UK Albums Chart și 16 în Billboard 200. De pe album a fost extras un singur single, o preluare după Bob Dylan, „All I Really Want to Do⁠(d)”, ce a atins locul 15 în Billboard Hot 100 și top 10 în UK Singles Chart.
În încercarea de a profita de succesul inițial al duo-ului, Sonny a produs repede un proiect de film pentru ei. Lansat în 1967, Good Times s-a dovedit a fi un eșec mare, în ciuda faptului că regizorul fusese William Friedkin și că alături de Sonny și Cher apăruse și George Sanders.
La sfârșitul anului 1967, grupul vânduse peste 40 de milioane de exemplare de albume și discuri single.
Totuși, succesul lui Sonny & Cher a început să scadă odată cu anul 1968. Stilul lor muzical ușor, cu influențe folk și modul de viață fără droguri au devenit neapreciate de public, într-o perioadă în care rock-ul psihedelic devenise tot mai popular, odată cu schimbările în America de la sfârșitul anilor '60. Singurul copil al cuplului, Chastity Bono, devenit apoi Chaz, s-a născut pe 4 martie 1969. Cei doi au mai făcut un film, de asemenea un eșec, în 1969, Bono scriind și producând Chastity, care trebuia să fie debutul într-un rol dramatic al lui Cher.
Sonny a venit cu ideea ca cei doi să înceapă o carieră în Las Vegas, cu Cher în rolul soției cu „limbă ascuțită” iar el ținta ei. În realitate, Bono controla toate aspectele programului lor artistic, de la aranjamentul muzical la scrisul glumelor.  Cu toate că succesul venea încet, norocul lor a apărut când Fred Silverman, producătorul postului de televiziune CBS i-a văzut, observând potențialul lor pentru o emisiune de estradă.

### 1970 - 1974:The Sonny & Cher Comedy Hourși divorțul

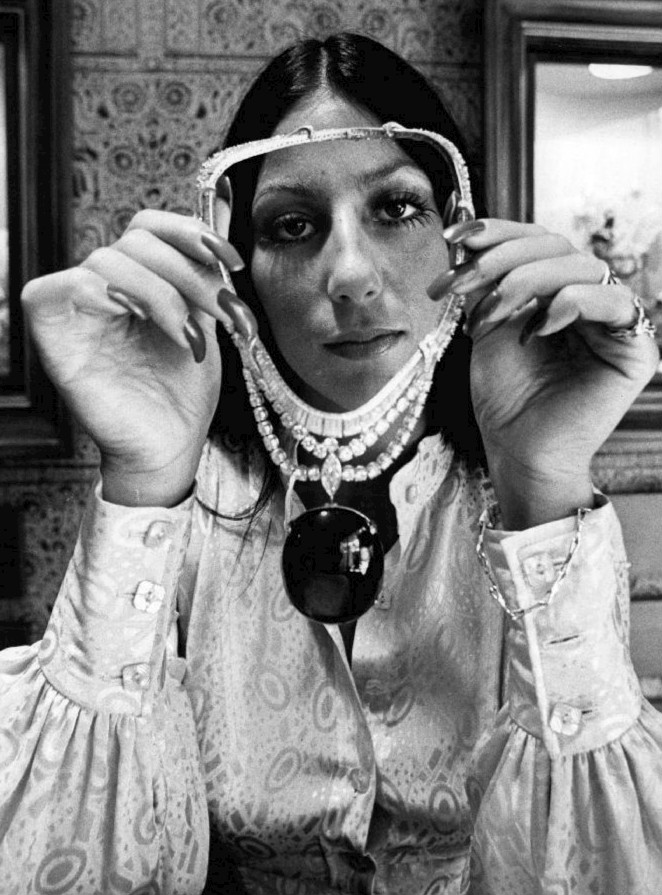
Cher pe platoul de filmare al emisiunii The Sonny & Cher Comedy Hour, 1971

În 1970, Sonny și Cher au apărut în prima emisiune a lor, The Sonny and Cher Nitty Gritty Hour. Fiind o combinație între umor slapstick și muzică live, emisiunea a fost un adevărat succes.
Cuplul a atras atenția redactorului șef de la CBS, după ce fuseseră co-prezentatori ai emisiunii, acesta oferindu-le propria lor emisiune de varietăți. The Sonny & Cher Comedy Hour a debutat pe micile ecrane în prima săptămână din august 1971, fiind programată inițial ca emisiune de vară cu durata de cinci săptămâni. Programul lor a avut succes încă din prima emisiune, atrăgând în special tânăra generație. Datorită aprecierii publicului, The Sonny & Cher Comedy Hour s-a reîntors în luna decembrie a aceluiași an la ora 20:00, considerată ora de maximă audiență. Până la sfârșitul anului 1971, emisiunea a fost constant în primele 10 cele mai vizionate programe de miercuri seara. 
În total, emisiunea a primit 15 nominalizări la premiile Emmy, câștigând unul pentru regizare.
De-a lungul celor patru sezoane ale sale, numeroase vedete au apărut ca invitați, printre care: Chuck Berry, Carol Burnett, George Burns, Tony Curtis, Bobby Darin, Farrah Fawcett, The Jackson 5, Jerry Lee Lewis, Steve Martin, Ronald Reagan, Burt Reynolds, și Raquel Welch. Cu ocazia succesului obținut, duo-ul și-a relansat și cariera muzicală, lansând încă patru albume sub egida caselor de discuri Kapp Records⁠(d) și MCA Records, obținând încă două melodii de top 10: „Devo averti⁠(d)” (1971) și „A Cowboy's Work Is Never Done” (1972). 
În 1974, The Sonny & Cher Comedy Hour a continuat să primească nominalizări la premiile Globurile de Aur și Emmy, Cher câștigând chiar Premiul Globul de Aur pentru cea mai bună actriță de televiziune (comedie/muzical).
În ciuda succesului, cuplul nu se mai înțelegea: ,,Dacă te uitai la emisiune credeai că eu îi conduceam viața lui Sonny. Hah! În viața reală, era un dictator
sicilian, nu puteam să spun nimic! Eram în top 10, aveam atâția bani, toată lumea îmi spunea cât de norocoasă și fericită eram - când de fapt aveam 47 de kilograme, eram mereu bolnavă, nu puteam să manânc, nu puteam să dorm. Și m-am gândit: «Fie îl părăsesc pe Sonny, fie sar de la etaj»." Emisiunea a terminat pe locul 8 în sezonul 1973 - 1974. Pe 22 februarie 1974 s-a filmat ultimul episod al seriei, la două zile după ce Sonny și Cher au divorțat. Neavând de ales, CSB a anulat emisiunea, iar pe 29 mai a fost difuzat ultimul episod al acesteia.
Distanțarea dintre Sonny și Cher a fost cauzată de infidelitățile lui Sonny. Tot acesta depune actele pentru divorț în februarie 1974. O săptămană mai târziu, Cher depune și ea divorț, acuzându-l pe Sonny că a reținut din banii făcuți împreună doar pentru el. Cuplul se confruntă la tribunal și pentru custodia lui Chastity. Aceasta rămăne în final la Cher. Separarea a fost finalizată pe 26 iunie 1975.

### 1975-1979: Al doilea mariaj șiThe Sonny and Cher Show

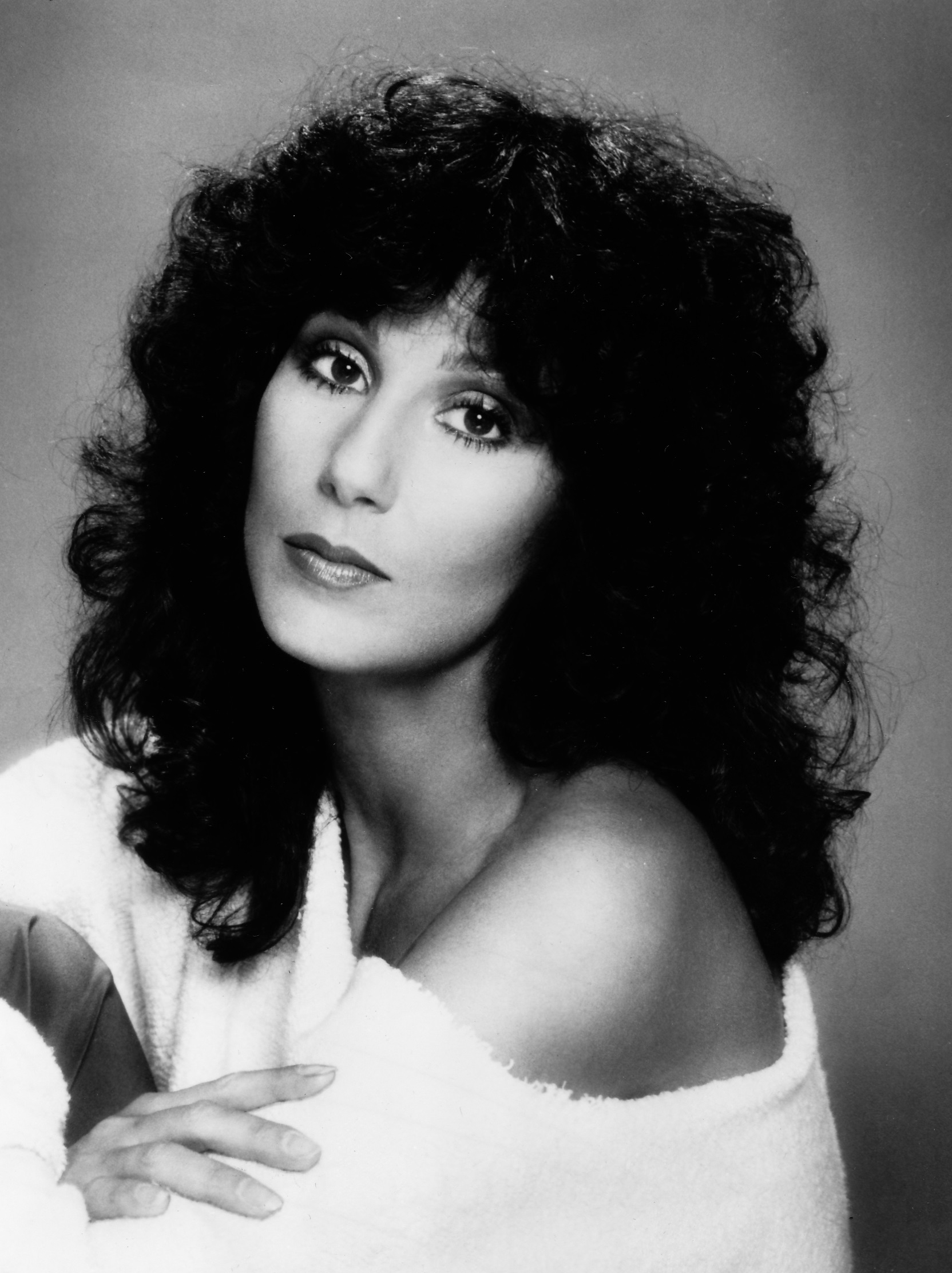
Cher Casablanca, fotografie publicitară cu Cher din anii '70

Pe 30 iunie 1975, la doar câteva zile de finalizarea divorțului de Sonny, Cher s-a măritat cu Gregg Allman, co-fondatorul trupei The Allman Brothers Band. A depus divorț la nouă zile după aceea, din cauza dependenței lui Gregg de droguri și alcool, dar cei doi s-au reconciliat în luna următoare. Cher l-a născut pe fiul lor, Elijah Blue, pe 10 iulie 1976.
Sonny Bono și Cher s-au reunit pe micile ecrane în 1976, pentru emisiunea "The Sonny and Cher Show", emisiune ce a debutat pe CBS în luna februarie a acelui an, fiind prima emisiune prezentată de un cuplu divorțat. Deși cifrele de rating au arătat interesul publicului pentru Sonny și Cher, glumele sub centură ale acestora despre divorțul lor, stilul extravagant de viață al lui Cher și relația problematică cu Allman au dus la reacții negative din partea telespectatorilor, ceea ce a dus la încheierea show-ului în august 1977.
În 1976, Mego Toys lansează o linie de păpuși și jucării ce imită aspectul cuplului Sonny și Cher. Păpușa Cher ajunge cea mai vândută păpușă a anului 1976, depășind-o pe Barbie.
În 1977, sub numele "Allman and Woman", Cher înregistrează alături de Allman albumul duet "Two the Hard Way". După lansarea albumului, relația lor ia sfârșit și divorțul este finalizat în 1979.

### Anii '80: Succesul în industria filmului
Din cauza vânzărilor slabe ale ultimelor sale albume, Cher decide să își expandeze cariera în domeniul actoriei. Deși mai jucase până atunci în filme ca "Good Times" și "Chastity", prestațiile sale nu i-au făcut pe regizorii de la Hollywood să o ia în serios ca actriță. În 1982 ea se mută în New York ca să ia lecții de actorie. În același an Cher este selectată în distribuția piesei de teatru "Come Back to the Five and Dime, Jimmy Dean, Jimmy Dean" cu care își face debutul pe Broadway. Joacă apoi în ecranizarea piesei. Regizorul Mike Nichols, care o văzuse pe scenă pe Cher în piesa "Jimmy Dean", îi oferă un rol secundar în filmul "Silkwood"(1983) în care juca și  Meryl Streep. Personajul lui Cher se numea Dolly Pelliker și era o muncitoare lesbiană. Pentru prestația sa din film Cher câștigă Premiul Globul de Aur pentru cea mai bună actriță în rol secundar și este nominalizată la Premiul Oscar pentru cea mai bună actriță în rol secundar.
În 1985, Cher formează compania de producție de film "Isis". Următorul ei film, Mask(1985), s-a bucurat de o audiență mare și devine primul rol principal al lui Cher lăudat de critici. Ea joacă rolul unei mame dependente de droguri ce are un fiu născut diform. Pentru acest rol ea câștigă Premiul pentru cea mai bună actriță la Festivalul Internațional de Film de la Cannes.

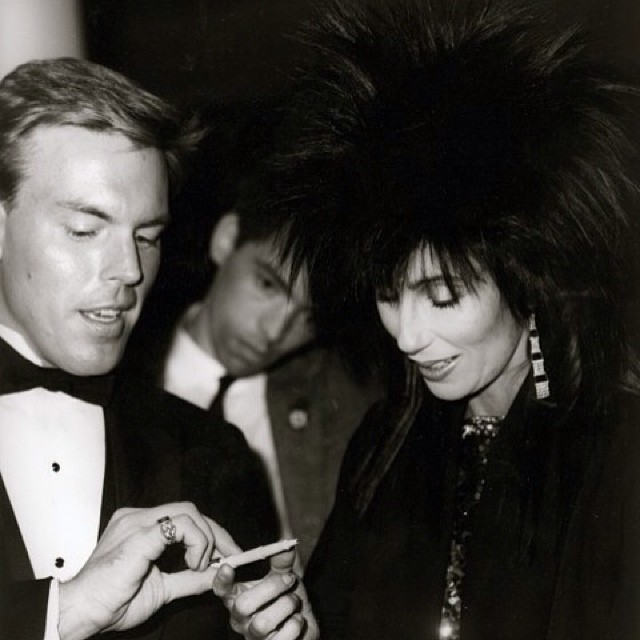
Cher la o sesiune de autografe în New York, 1985

În 1987, Cher a apărut în trei filme. În "Suspect" joacă rolul unui avocat din oficiu ce se îndrăgostește de un jurat. Alături de Susan Sarandon și Michelle Pfeiffer joacă rolul unei femei divorțate în comedia-horror Vrăjitoarele din Eastwick (film). În filmul Moonstruck joacă o văduvă ce se îndrăgostește de fratele mai mic al logodnicului ei. Pentru interpretarea văduvei Loretta Castorini, Cher câștigă Premiul Oscar pentru cea mai bună actriță și Premiul Globul de Aur pentru cea mai bună actriță (muzical/comedie). Cher devine astfel una dintre cele mai de succes actrițe ale deceniului.

### 1998 - 2000:Believeși începutul unei noi ere
La data de 10 noiembrie, 1998 a început comercializarea celui de-al douăzeci și treilea album de studio al lui Cher, intitulat Believe. Discul, care a fost promovat de către casa de înregistrări Warner Bros., a obținut succes comercial la nivel internațional, fiind comercializat în peste 20 de milioane de exemplare. Site-ul Allmusic a discreditat interpretarea lui Cher de pe acest album, criticând lipsa de implicare sufletească a cântăreței spunând: „Cher și-a pus doar numele de divă pe acest album, neimplicându-se sufletește”. Totuși, criticii au apreciat efectele sonore revoluționare care au fost înregistrate pe acest material discografic. Dublările digitale suprapuse vocii lui Cher pe unele cântece au stârnit interesul publicului și a fost numit „Efectul Cher”.
Primul single promovat poartă numele albumului pe care este inclus (Believe). Cântecul a devenit rapid un hit de talie internațională, câștigând prima poziție în clasamentele de specialitate din peste 23 de țări.

### 2000-prezent: Turnee internaționale,BurlesqueșiMamma Mia! Here We Go Again
Cher lansează în 2000 albumul "Not.com.mercial" vândut exclusiv în online. În 2001, Cher lansează albumul "Living Proof", dorit să fie succesorul albumului
"Believe". Cher dedică cântecul "Song for the Lonely" new-yorkezilor, îndoliați de Atentatele din 11 septembrie 2001.
În iunie 2002, Cher a început turneul "Living Proof: The Farewell Tour" promovat ca fiind ultimul turneu live din cariera artistei. Inițial structurat pentru 49 de concerte, turneul internațional s-a extins ce câteva ori. În octombrie 2003 devine cel mai de succes turneu condus de o femeie din toate timpurile, cu 200 de concerte și 2,2 milioane de spectatori. 
Turneul se încheie în 2005, adunând un câștig de 250 de milioane de dolari. După o pauză de trei ani, Cher începe în 2008 o serie de 200 de spectacole în Las Vegas, pentru care câștigă 60 de milioane de dolari pe an.
În 2010, Cher joacă în filmul "Burlesque" (2010) alături de Christina Aguilera, Eric Dane și Stanley Tucci. Cher interpretează rolul unei impresare de club de noapte pe nume Tess. Pentru coloana sonoră a filmului, Cher înregistrează cântecul "You Haven't Seen the Last of Me", cântec care câștigă în 2011 Premiul Globul de Aur pentru cea mai bună melodie originală.
În martie 2014, Cher începe turneul "Dressed to Kill Tour". În urma turneului Cher anunță o nouă ședere în Las Vegas, serie de concerte intitulată "Classic Cher". La Premiile Muzicale Billboard din 2017 Cher cântă și îi este prezentat premiul Billboard Icon Award de către Gwen Stefani. În 2018, Cher se întoarce la actorie, jucând în muzicalul comedie romantică "Mamma Mia! Here We Go Again". Cher o interpretează pe Ruby Sheridan, bunica lui Sophie, jucată de Amanda Seyfried, și mama lui Donna, jucată de Meryl Streep. Pentru coloana sonoră a filmului, Cher înregistrează două cântece ale trupei ABBA, "Super Trouper" și Fernando (cântec). În septembrie 2018, Cher pornește într-un nou turneu numit "Here We Go Again Tour". În timp ce promova filmul "Mamma Mia! Here We Go Again" Cher a confirmat că lucrează la un album compus integral din cover-uri la piesele ABBA. Albumul, numit "Dancing Queen" a fost lansat pe 28 septembrie 2018.

## Discografie
Discografie Sonny & Cher: Albume de studio
- Look at Us (1965)
- The Wondrous World of Sonny & Chér (1966)
- In Case You're in Love (1967)
- All I Ever Need Is You (1972)
- Mama Was a Rock and Roll Singer, Papa Used to Write All Her Songs (1973)

Discografie Cher: Albume de studio
- All I Really Want to Do (1965)
- The Sonny Side of Chér (1966)
- Chér (1966)
- With Love, Chér (1967)
- Backstage (1968)
- 3614 Jackson Highway (1969)
- Chér (1971)
- Foxy Lady (1972)
- Bittersweet White Light (1973)
- Half-Breed (1973)
- Dark Lady (1974)
- Stars (1975)
- I'd Rather Believe in You (1976)
- Cherished (1977)
- Take Me Home (1979)
- Prisoner (1979)
- I Paralyze (1982)
- Cher (1987)
- Heart of Stone (1989)
- Love Hurts (1991)
- It's a Man's World (1995)
- Believe (1998)
- Not.com.mercial (2000)
- Living Proof (2001)
- Closer to the Truth (2013)
- Dancing Queen (2018)

### Cântece clasate în top 10
| 1965 | „All I Really Want to Do⁠(d)”                                                         | All I Really Want to Do⁠(d)  | 15 | 26 | 9  | —  | 68  |
| 1966 | „Bang Bang (My Baby Shot Me Down)⁠(d)”                                                | The Sonny Side of Chér      | 2  | 9  | 3  | 3  | 11  |
| 1967 | „You Better Sit Down Kids⁠(d)”                                                        | Backstage                   | 9  | 7  | —  | —  | 100 |
| 1971 | „Gypsys, Tramps & Thieves⁠(d)”                                                        | Gypsys, Tramps & Thieves⁠(d) | 1  | 1  | 4  | 3  | 5   |
| 1972 | „The Way of Love⁠(d)”                                                                 | Gypsys, Tramps & Thieves⁠(d) | 7  | 5  | —  | —  | 42  |
| 1973 | „Half-Breed⁠(d)”                                                                      | Half-Breed⁠(d)               | 1  | 1  | —  | —  | 4   |
| 1974 | „Dark Lady⁠(d)”                                                                       | Dark Lady                   | 1  | 1  | 36 | —  | 4   |
| 1979 | „Take Me Home”                                                                       | Take Me Home                | 8  | 10 | —  | —  | —   |
| 1981 | „Dead Ringer for Love⁠(d)”                                                            | Dead Ringer⁠(d)              | —  | —  | 5  | —  | 65  |
| 1987 | „I Found Someone⁠(d)”                                                                 | Cher                        | 10 | 12 | 5  | 4  | 8   |
| 1989 | „After All⁠(d)”                                                                       | Heart of Stone⁠(d)           | 6  | 6  | 84 | 24 | 50  |
| 1989 | „If I Could Turn Back Time⁠(d)”                                                       | Heart of Stone⁠(d)           | 3  | 7  | 6  | 6  | 1   |
| 1990 | „Just Like Jesse James⁠(d)”                                                           | Heart of Stone⁠(d)           | 8  | 8  | 11 | 10 | 14  |
| 1990 | „It's in His Kiss⁠(d)”                                                                | Mermaids                    | 33 | 21 | 1  | 1  | 4   |
| 1991 | „Love and Understanding⁠(d)”                                                          | Love Hurts                  | 17 | 8  | 10 | 7  | 23  |
| 1995 | „Love Can Build a Bridge⁠(d)” (cu Chrissie Hynde⁠(d), Neneh Cherry⁠(d) și Eric Clapton) | -                           | —  | —  | 1  | —  | —   |
| 1996 | „One by One”                                                                         | It's a Man's World⁠(d)       | 52 | —  | 7  | 13 | —   |
| 1998 | „Believe”                                                                            | Believe                     | 1  | 1  | 1  | 1  | 1   |
| 1999 | „Strong Enough”                                                                      | Believe                     | 57 | 15 | 5  | 11 | 11  |
| 2001 | „The Music's No Good Without You⁠(d)”                                                 | Living Proof⁠(d)             | —  | 5  | 8  | 25 | 23  |
|      |                                                                                      | Cântece clasate pe locul 1  | 4  | 4  | 3  | 2  | 2   |
|      |                                                                                      | Cântece clasate în top 10   | 12 | 12 | 13 | 8  | 7   |

## Filmografie
- 1965 Conflict pe plajă (Wild on the Beach), regia Maury Dexter
- 1967 Timpuri bune⁠(d) (Good Times), regia William Friedkin
- 1969 Castitate (Chastity), regia Alessio de Paola
- 1982 Întoarce-te Jimmy Dean (Come Back to the Five and Dime, Jimmy Dean, Jimmy Dean), regia Robert Altman
- 1983 Silkwood⁠(d) (Silkwood), regia Mike Nichols
- 1985 Masca (Mask), regia Peter Bogdanovich
- 1987 Suspectul (Suspect), regia Peter Yates
- 1987 Visătorii (Moonstruck), regia Norman Jewison
- 1987 Vrăjitoarele din Eastwick (The Witches of Eastwick), regia George Miller
- 1990 Sirene (Mermaids), Richard Benjamin
- 1996 Fidelitate⁠(d) (Faithful), regia Paul Mazursky
- 1996 If These Walls Could Talk⁠(d) (If These Walls Could Talk), regia Nancy Savoca și Cher
- 1999 La ceai cu Mussolini (Tea With Mussolini), regia Franco Zeffirelli
- 2003 Lipit de tine (Stuck on You), regia Peter Farrelli și Bobby Farrelli
- 2010 Burlesque⁠(d) (Burlesque), regia Steven Antin
- 2011 Omu' de la Zoo (Zookeeper), regia Frank Coraci

## Galerie

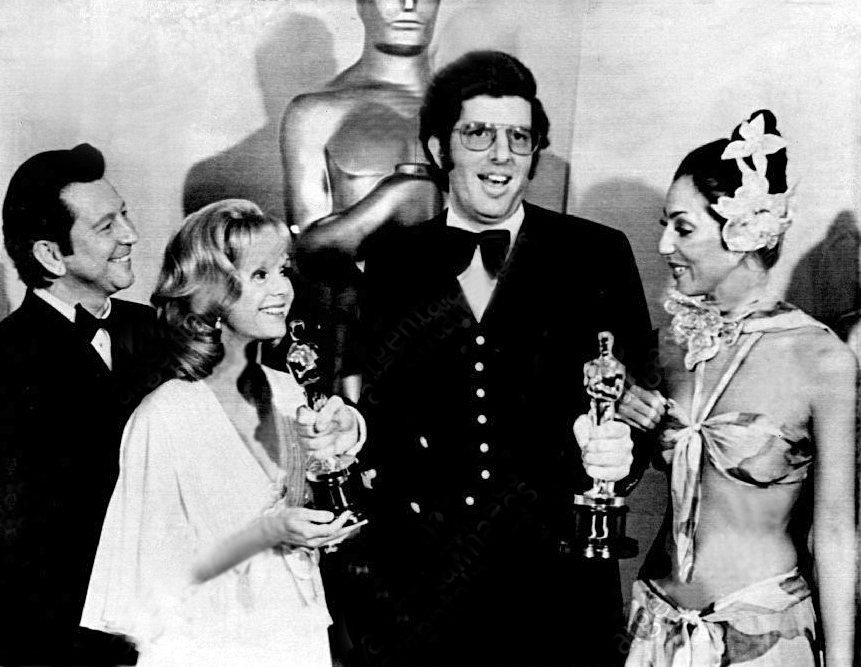
Donald O'Connor, Debbie Reynolds, Marvin Hamlisch și Cher la Premiile Oscar din 1974
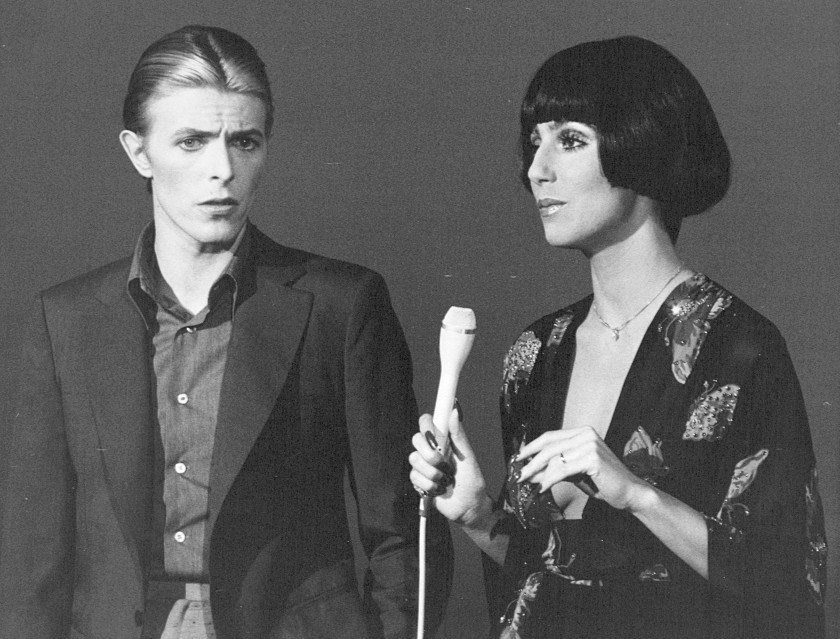
Cher și David Bowie în 1975
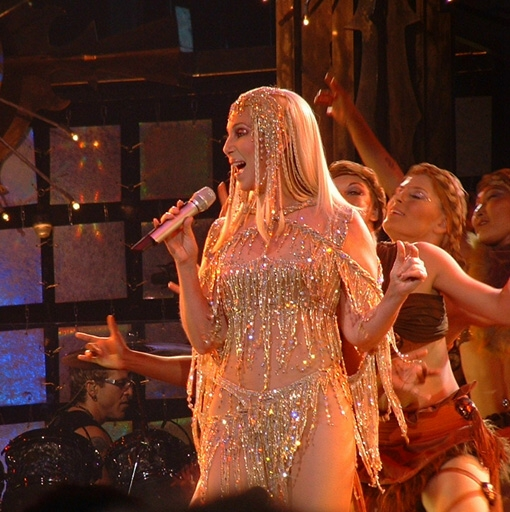
Cher concertând în Paris, 2004
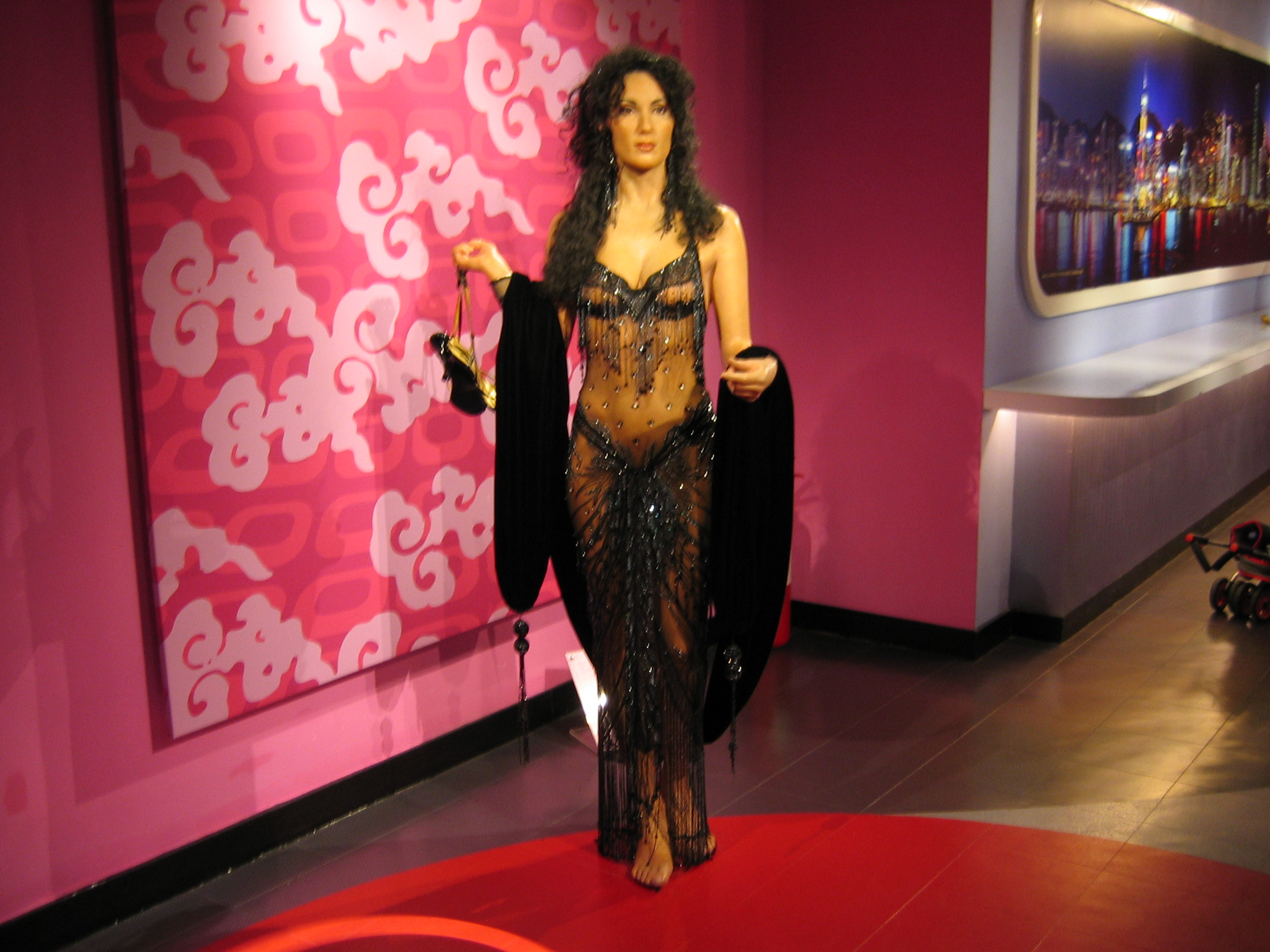
Statuia lui Cher de la Madame Tussauds
Steaua duoului Sonny & Cher de pe Hollywood Walk of Fame

## Legături externe
- Site web oficial
- „Cher”. Encyclopædia Britannica.
- Cher la Allmovie
- Cher la AllMusic
- Format:HWOF
- Cher la Internet Movie Database
- Cher la TCM Movie Database
- CHER, Diva excentrica - superstar Arhivat în 1 februarie 2014, la Wayback Machine., 7 septembrie 2011, Alina Grozea, Revista Tango